# Scoturopsis basilinea
Scoturopsis basilinea är en fjärilsart som beskrevs av Erich Martin Hering 1925. Scoturopsis basilinea ingår i släktet Scoturopsis och familjen tandspinnare. Inga underarter finns listade.